# ソ連共産党書記局
ソ連共産党書記局（それんきょうさんとうしょききょく、ロシア語: Секретариат ЦК КПСС）は、ソビエト連邦共産党の主要機関の一つ。正式名称はソビエト連邦共産党中央委員会書記局。政策の立案はたいてい政治局で行うのに対し、書記局は党の運営の中心を担っていた。

## 特徴
構成員は中央委員会により選ばれていたが、その選挙は実際には共産党が成立した初期のころを除き、党の最高指導者によって行われた決定を追認するものに過ぎなかった。ソビエト連邦共産党書記長は、政治局の一員でもあるが、党および書記局の長であった。書記と政治局員を兼任するのは、わずか数人の最高指導者のみであり、スターリン後の時代においては、最高権力への階段となった。ソビエトの最後の4人の指導者（レオニード・ブレジネフ、ユーリ・アンドロポフ、コンスタンティン・チェルネンコ、ミハイル・ゴルバチョフ）は、書記長になる前はいずれも書記になっていた。
書記局は1917年8月6日に中央委員会により設立された。最初の書記は、フェリックス・ジェルジンスキー、マトヴェイ・ムラーノフ、ヤーコフ・スヴェルドロフであり、アドリフ・ヨッフェ、エレーナ・スタソワは書記候補であった。1917年の十月革命ののち、残りの書記局メンバーが他の任務についたため、スヴェルドロフとスタソワの二人で事実上の書記局を構成した。その時、書記局は、地方の党組織の活動の調整や党の日常の管理業務を扱うなどの技術的な問題に責任を負っていた。
1922年までに、組織は技術的な委員会から党の最も重要な組織の一つへと変貌を遂げ、それ以降共産党のあらゆる日常活動に責任を負う様になった。同じ1922年に、書記長職が設けられ、書記局の長となった。書記長はレーニンの死後には、党と国にとって最も重要な人物となった。

## 書記局構成員
| 日付           | 事項 |
| -------------- | --- |
| 1917年8月6日   | フェリックス・ジェルジンスキー、マトヴェイ・ムラーノフ、ヤーコフ・スヴェルドロフが書記に選出。アドリフ・ヨッフェ、エレーナ・スタソワが書記候補に選出。 |
| 1919年3月16日  | スヴェルドロフ死去 |
| 1919年3月25日  | スタソワが中央委員会により主任書記に選出 |
| 1919年11月29日 | ニコライ・クレスチンスキーが選出され、主任書記に。 |
| 1920年4月5日   | クレスチンスキー、エフゲニー・プレオブラジェンスキー、レオニード・セレブリャコフが選出 |
| 1921年3月16日  | ワシーリー・ミハイロフ、ヴャチェスラフ・モロトフ、エメリヤン・ヤロスラフスキーが選出 |
| 1922年4月3日   | クイビシェフ、モロトフが選出。ヨシフ・スターリンが書記長として選出 |
| 1923年4月26日  | モロトフ、ヤン・ルズターク、スターリンが選出 |
| 1924年2月      | ルズタークがアンドレイ・アンドレーエフと交代 |
| 1924年6月2日   | アンドレーエフ、ゼレンスキー、ラーザリ・カガノーヴィチ、モロトフ、スターリンが選出 |
| 1924年8月      | ゼレンスキーがウグラーノフと交代 |
| 1925年4月30日  | カガノーヴィチがアンドレイ・ブブノフと交代 |
| 1926年1月1日   | エヴドキモフ、コシオール、モロトフ、スターリン、ウグラーノフが書記に選出。アルトゥヒナ、ブブノフが書記候補。 |
| 1926年4月9日   | エヴドキモフがシュヴェルニクと交代 |
| 1927年4月16日  | シュヴェルニクがクビャークと交代 |
| 1927年12月19日 | コシオール、クビャーク、モロトフ、スターリン、ウグラーノフが書記に選出。アルトゥヒナ、ブブノフ、モスクヴィンが書記候補に選出 |
| 1928年4月11日  | クビャークがスミルノフと交代。バウマンが書記候補に選出。 |
| 1928年7月12日  | コシオールがカガノーヴィチと交代 |
| 1929年4月30日  | ウグラーノフがバウマンと交代 |
| 1930年7月13日  | バウマン、カガノーヴィチ、モロトフ、ポストィシェフ、スターリンが書記に選出。モスクヴィン、シュヴェルニクが書記候補に選出。 |
| 1930年12月21日 | モロトフ解任 |
| 1932年10月2日  | バウマン、モスクヴィンを解任 |
| 1934年2月10日  | アンドレイ・ジダーノフ、カガノーヴィチ、セルゲイ・キーロフ、スターリンが書記に選出 |
| 1934年12月1日  | キーロフ暗殺 |
| 1935年2月      | ニコライ・エジョフ、アンドレーエフが書記に選出 |
| 1939年3月22日  | アンドレーエフ、ジダーノフ、ゲオルギー・マレンコフ、スターリンが書記に選出 |
| 1941年5月4日   | アレクサンドル・シチェルバコフが選出。 |
| 1945年5月10日  | シチェルバコフ死去 |
| 1946年3月18日  | ジダーノフ、クズネツォフ、マレンコフ、ポポフ、スターリン |
| 1946年5月6日   | マレンコフがパトリチェフと交代 |
| 1947年5月24日  | パトリチェフがミハイル・スースロフと交代 |
| 1948年7月1日   | マレンコフ、パンテレイモン・ポノマレンコが選出 |
| 1948年8月31日  | ジダーノフ死去 |
| 1949年1月28日  | クズネツォフ解任 |
| 1949年12月16日 | ポポフがニキータ・フルシチョフと交代 |
| 1952年10月16日 | アリストフ、レオニード・ブレジネフ、イグナトフ、マレンコフ、ニコライ・ミハイロフ、ペゴフ、ポノマレンコ、スターリン、スースロフ、フルシチョフが書記に選出。この頃には、もはや「書記長」の肩書きは使われなかったが、事実上スターリンが指導者のままであった。 |
| 1953年3月5日   | スターリン死去 |
| 1953年3月5日   | ブレジネフ、イグナトフ、ペゴフ、ポノマレンコが、イグナチェフ、ポスペロフ、シャターリンと交代。注: マレンコフは首相を兼務していたために、事実上の筆頭書記となった。                                                                                         |
| 1953年3月14日  | マレンコフ解任 |
| 1953年3月14日  | イグナチェフ、ポスペロフ、スースロフ、フルシチョフ、シャターリンが選出 |
| 1953年4月5日   | イグナチェフ解任 |
| 1953年9月7日   | フルシチョフが中央委員会により第一書記に選出。 |
| 1955年3月8日   | シャターリン解任 |
| 1955年7月12日  | アリストフ、ベリャーエフ、ドミトリー・シェピーロフが選出 |
| 1956年2月27日  | アリストフ、ベリャーエフ、ブレジネフ、ポスペロフ、スースロフ、フルツェワ、フルシチョフ、シェピーロフが選出 |
| 1956年12月24日 | シェピーロフ解任 |
| 1957年2月14日  | シェピーロフが再選出 |
| 1957年6月18日  | 中央委員会幹部会がフルシチョフ第一書記の解任決議（賛成7票、反対4票）、しかしフルシチョフにより中央委員会総会が開催され、中央委員の大部分がフルシチョフを支持し、事態は逆転（反党グループ事件）                                                             |
| 1957年6月29日  | シェピーロフがオットー・クーシネンと交代 |
| 1957年12月17日 | イグナトフ、キリチェンコ、ムヒトディノフが選出 |
| 1958年11月12日 | ベリャーエフ解任 |
| 1960年5月4日   | アリストフ、イグナトフ、キリチェンコ、ポスペロフ、フルツェヴァが解任; コズロフが選出 |
| 1960年7月16日  | ブレジネフ解任 |
| 1961年10月31日 | デミチェフ、イリーチェフ、コズロフ、クーシネン、ボリス・ポノマリョフ、スピリドノフ、スースロフ、フルシチョフ、シェレーピン |
| 1962年4月23日  | スピリドノフ解任 |
| 1962年11月23日 | アンドロポフ、ポリャーコフ、ルダコフ、チトフが選出。 |
| 1963年6月21日  | ブレジネフ、ニコライ・ポドゴルヌイが選出 |
| 1964年5月17日  | クーシネン死去 |
| 1964年10月14日 | フルシチョフ解任。中央委員会総会でブレジネフが第一書記に選出。 |
| 1964年11月16日 | コズロフ、ポリャコフ解任 |
| 1965年3月26日  | イリーチェフがウスチノフと交代 |
| 1965年9月29日  | チトフがクラコフと交代 |
| 1965年12月6日  | ポドゴルヌイがカピトノフと交代 |
| 1966年4月8日   | アンドロポフ、ブレジネフ、デミチェフ、カピトノフ、キリレンコ、クラコフ、ポノマリョフ、ルダコフ、スースロフ、ウスチノフ、シェレーピンが選出。; ブレジネフの肩書きが 第一書記 から 書記長 に変更                                                             |
| 1966年7月10日  | ルダコフ死去 |
| 1966年12月13日 | ソロメンツェフが選出 |
| 1967年6月21日  | アンドロポフ解任 |
| 1967年9月26日  | シェレーピン解任 |
| 1968年4月10日  | カツシェフ選出 |
| 1971年4月9日   | ブレジネフ、デミチェフ、カピトノフ、カツシェフ、キリレンコ、クラコフ、ポノマリョフ、ソロメンツェフ、スースロフ、ウスチノフ |
| 1971年11月23日 | ソロメンツェフが転出 |
| 1972年12月18日 | ドルギフが選出 |
| 1974年12月16日 | デミチェフが文化相就任にともない、中央委員会総会で解任 |
| 1976年3月5日   | ブレジネフ、ドルギフ、ジミャーニン、カピトノフ、カツシェフ、キリレンコ、クラコフ、ポノマリョフ、スースロフ、ウスチノフ、コンスタンチン・チェルネンコが中央委員会総会で選出                                                                                 |
| 1976年10月     | ウスチノフがリャボフと交代 |
| 1977年5月24日  | カツシェフがルサコフと交代 |
| 1978年7月17日  | クラコフ死去 |
| 1978年11月27日 | ミハイル・ゴルバチョフ選出 |
| 1979年4月17日  | リャボフ転出 |
| 1981年3月3日   | ブレジネフ、ゴルバチョフ、ドルギフ、ジミャーニン、カピトノフ、キリレンコ、ポノマリョフ、ルサコフ、スースロフ、チェルネンコ |
| 1982年1月25日  | スースロフ死去 |
| 1982年5月24日  | ユーリー・アンドロポフ選出 |
| 1982年11月10日 | ブレジネフ死去 |
| 1982年11月12日 | 中央委員会緊急総会でアンドロポフが書記長に選出 |
| 1982年11月22日 | キリレンコがルイシコフと交代 |
| 1983年6月15日  | ロマノフが選出 |
| 1983年12月26日 | リガチョフが選出 |
| 1984年2月9日   | アンドロポフ死去 |
| 1984年2月13日  | 中央委員会緊急総会でチェルネンコが書記長に選出 |
| 1985年3月10日  | チェルネンコ死去 |
| 1985年3月11日  | 中央委員会緊急総会でゴルバチョフが書記長に選出 |
| 1985年4月23日  | ニコノフ選出 |
| 1985年7月1日   | ロマノフ解任。ボリス・エリツィンとレフ・ザイコフが選出される |
| 1985年10月15日 | ルイシコフが首相就任のため転出 |
| 1986年2月18日  | エリツィンとルサコフが転出 |
| 1986年3月6日   | ビリュコワ、ゴルバチョフ、アナトリー・ドブルイニン、ドルギフ、ザイコフ、ジミャーギン、エゴール・リガチョフ、メドヴェージェフ、ニコノフ、ラズモフスキー、ヤコヴレフ                                                                                         |
| 1987年1月28日  | ジミャーニン解任、 ルキヤノフ、スリュニコフ選出 |
| 1988年2月18日  | バクラーノフ選出 |
| 1988年9月30日  | ビリュコワ、ドブルイニン、ドルギフ、ルキヤノフ解任 、チェブリコフ選出 |
| 1989年9月20日  | ニコノフ、チェブリコフ解任、 ギレンコ、Manayenkov、ストローエフ、ウスマノフ選出 |
| 1989年12月9日  | フロロフ選出 |
| 1990年7月10日  | 第28回党大会において、ゴルバチョフ書記長制を廃止し党議長・副議長職を創設構想するも断念。ゴルバチョフ、書記長に再選、 イワシコを副書記長に選出 |
| 1990年7月14日  | バクラーノフ、ギダスポフ、ギレンコ、ザソホフ、クプツォフ、Manayenkov、セミョーノワ、ストローエフ、ファーリン、シェーニン、ゲンナジー・ヤナーエフ、アニスキン、Gayvoronsky、メルニコフ、Teplenichev、Turgunova 選出                                         |
| 1991年1月31日  | ヤナーエフ、副大統領に転出 ルチンスキー選出 |
| 1991年4月25日  | ゴルバチョフ、書記長辞任を提案するも、党中央委員会、党統制委員会の合同総会によって拒否される バクラーノフ、国防会議第一副議長に転出 |
| 1991年7月26日  | カラシニコフ、メルニコフ、マルツェフ選出 |
| 1991年8月24日  | ソ連8月クーデターの失敗の後、ゴルバチョフが書記長を辞任し、エリツィンがソ連共産党の活動を禁止。 |